# Xã Beaver, Quận Cowley, Kansas
Xã Beaver (tiếng Anh: Beaver Township) là một xã thuộc quận Cowley, tiểu bang Kansas, Hoa Kỳ. Năm 2010, dân số của xã này là 205 người.